# Torreilles
Torreilles (em catalão:  Torrelles de la Salanca) é uma comuna francesa na região administrativa da Occitânia, no departamento dos Pirenéus Orientais. Estende-se por uma área de 17.14 km², e possui 3.825 habitantes, segundo o censo de 2018, com uma densidade de 220 hab/km².